# Marcel Aregger
Marcel Aregger (Unterägeri, 26 augustus 1990) is een voormalig Zwitsers wielrenner die reed voor IAM Cycling. In 2011 werd hij Zwitsers kampioen op de weg bij de beloften, na een jaar eerder al derde te zijn geworden.

## Belangrijkste overwinningen
2011
 Zwitsers kampioen tijdrijden, beloften
2012
Giro del Mendrisiotto

## Resultaten in voornaamste wedstrijden
| Jaar | Ronde van Italië | Ronde van Frankrijk | Ronde van Spanje |
| ---- | ---------------- | ------------------- | ---------------- |
| 2013 |                  |                     |                  |
| 2014 |                  |                     | 117e             |
| 2015 |                  |                     | 106e             |

| Jaar | Gent-Wevelgem | Parijs-Roubaix | Parijs-Tours |
| ---- | ------------- | -------------- | ------------ |
| 2013 |               |                | 124e         |
| 2014 | 94e           | opgave         | 69e          |
| 2015 |               |                | 66e          |

## Ploegen
- 2010- Price-Custom Bikes
- 2011- Price Your Bike
- 2012- Atlas Personal-Jakroo
- 2013- IAM Cycling
- 2014- IAM Cycling
- 2015- IAM Cycling
- 2016- IAM Cycling